# Acanthagrion apicale
Acanthagrion apicale là một loài chuồn chuồn kim trong họ Coenagrionidae.
Acanthagrion apicale được Selys miêu tả khoa học lần đầu tiên vào năm 1876.